# Mocejón
Mocejón és un municipi de la província de Toledo, a la comunitat autònoma de Castella la Manxa. Limita amb Aranjuez a l'est, Magán i Villaseca de la Sagra al nord, Toledo al sud i Olías del Rey a l'oest.

## Demografia
| 1998  | 1999  | 2000  | 2001  | 2002  | 2003  | 2004  | 2005  | 2006  | 2007  |
| ----- | ----- | ----- | ----- | ----- | ----- | ----- | ----- | ----- | ----- |
| 4.124 | 4.146 | 4.157 | 4.172 | 4.235 | 4.277 | 4.370 | 4.503 | 4.539 | 4.655 |

## Administració
| Període      | Nom de l'alcalde/-essa               | Partit polític | Data de possessió |
| ------------ | ------------------------------------ | -------------- | ----------------- |
| 1979 - 1983  | Ángel Tardío Redondo                 | UCD            | 19/04/1979        |
| 1983 - 1987  | Ángel Tardío Redondo                 | AP             | 28/05/1983        |
| 1987 - 1991  | Constante Vicente Rodríguez González | PSOE           | 30/06/1987        |
| 1991 - 1995  | Manuel Pérez Pérez                   | PP             | 15/06/1991        |
| 1995 - 1999  | Manuel Pérez Pérez                   | PP             | 17/06/1995        |
| 1999 - 2003  | María Guadalupe Martín González      | PSOE           | 03/07/1999        |
| 2003 - 2007  | Luis Rivera Martín-Andino            | PSOE           | 14/06/2003        |
| 2007 - 2011  | Plácido Martín Barriyuso             | PP             | 16/06/2007        |
| 2011 - 2015  | n/d                                  | n/d            | 11/06/2011        |
| 2015 - 2019  | n/d                                  | n/d            | 13/06/2015        |
| 2019 - 2023  | n/d                                  | n/d            | 15/06/2019        |
| Des del 2023 | n/d                                  | n/d            | 17/06/2023        |